# Iuhina de barbeta negra
La iuhina de barbeta negra (Yuhina nigrimenta) és un ocell de la família dels zosteròpids (Zosteropidae).

## Hàbitat i distribució
Habita boscos, matolls, vegetació secundària i terres de conreu al nord de l'Índia des de Garhwal cap a l'est fins Arunachal Pradesh cap al sud fins Khasi i les Chittagong hills, Manipur i Nagaland, nord-est de Myanmar, sud de la Xina, al centre de Szechwan, Yunnan, oest de Hupeh, Kwangsi, nord-oest de Fukien, nord-est de Laos, i nord i centre del Vietnam al nord-oest de Tonkin i Annam.